# Laudakia pakistanica
Laudakia pakistanica är en ödleart som beskrevs av  Baig 1989. Laudakia pakistanica ingår i släktet Laudakia och familjen agamer.

## Underarter
Arten delas in i följande underarter:
- L. p. khani
- L. p. auffenbergi
- L. p. pakistanica